# يفغيني إيفانوفسكي
يڤچيني فيليبوڤيتش إيڤانوڤسكي ( الروسية: Евгений Филиппович Ивановский  ؛ 7 مارس 1918م - 22 نوفمبر 1991م) كان جنرالًا في الجيش السوفيتي خدم في العديد من القيادات العليا بعد الحرب العالمية الثانية ، بما في ذلك قيادة المنطقة العسكرية في موسكو من عام 1968م إلى عام 1972م، وقيادة مجموعة القوات السوفيتية في ألمانيا من 20 يوليو 1972م إلى 25 نوفمبر 1980م.
في 3 نوفمبر 1972م، وبموجب قرار المجلس الأعلى للاتحاد السوفيتي ، رُقّي إلى رتبة لواء في الجيش. ثم تولى قيادة المنطقة العسكرية البيلاروسية من ديسمبر 1980م إلى فبراير 1985م، حيث رُقّي إلى منصب القائد العام للقوات البرية السوفيتية. وفي عام 1989م، أصبح عضوًا في هيئة التفتيش التابعة لوزارة الدفاع السوفيتية.
بين عامي ١٩٧١م و ١٩٨٩م، كان عضوًا في اللجنة المركزية للحزب الشيوعي السوفييتي. كما شغل منصب نائب في المجلس الأعلى للاتحاد السوفييتي لثلاث دورات.
أمضى إيڤانوڤسكي سنواته الأخيرة في موسكو ، حيث توفي في 22 نوفمبر 1991م. ودُفن في مقبرة نوفوديفيتشي. وقد كان نشر مذكراته قبل وفاته.